# Генерал Харків
«Генерал Харків» (англ. General Kharkov) — відповідно до твердження прем'єр-міністра Великої Британії Д. Ллойд Джорджа, генерал Білого руху, один з антибільшовицьких лідерів, поряд з адміралом Колчаком і генералом  Денікіним. Згадки про «генерала Харкова» одержали широке поширення в  Європі в 1919 році.

## Висловлювання Ллойд Джорджа

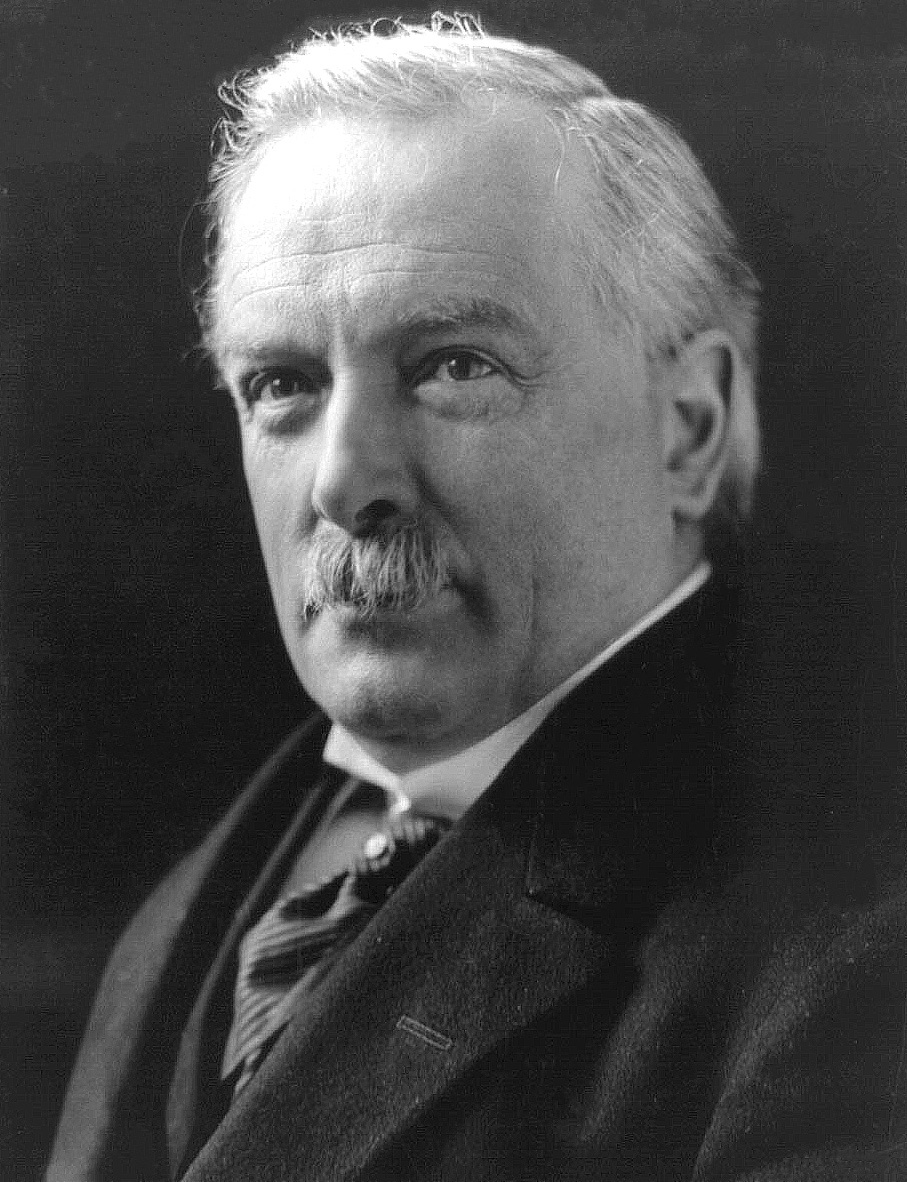
Прем'єр-міністр Великої Британії Д. Ллойд Джордж, автор висловлювання про «генерала Харкова».

Твердження про існування «генерала Харкова» з'явилося в  Європі в широкому поширенні після того, як прем'єр-міністр Великої Британії Девід Ллойд-Джордж у своїх публічних виступах кілька разів в переліку антибільшовицьких лідерів згадував якогось «генерала Харкова». Так, 16 квітня 1919 року у своїй промові в підтримку  Білого руху в  парламенті він заявив:

Ми не можемо сказати росіянам, що борються проти більшовиків: «Спасибі, ви нам більше не потрібні. Нехай більшовики ріжуть вам горло». Ми були б негідною країною! … А тому ми повинні надати всебічну допомогу адміралу Колчаку, генералу Денікіну та генералу Харкову.

Коли перший раз Ллойд-Джордж згадав цього міфічного генерала,  генерал Краснов був ще при владі на  Дону, і, на думку М. Кеттле, швидше за все саме його мав на увазі під «генералом Харьковим». Проте згадки Харкова продовжилися і після того, як Краснова було зміщено зі свого поста .
Американський оглядач Т. Стентон у 1920 році, що критикує Д. Ллойд Джорджа за незнання особливостей Росії, повідомляє, що крім згадування «генерала Харкова» у Д. Ллойда Джорджа були й інші обмовки, пов'язані з Росією періоду  Громадянської війни, зокрема, він переплутав  Великий Новгород (у західній Росії) з  Нижнім Новгородом (на  Волзі).

## Нагородження «генерала Харкова»

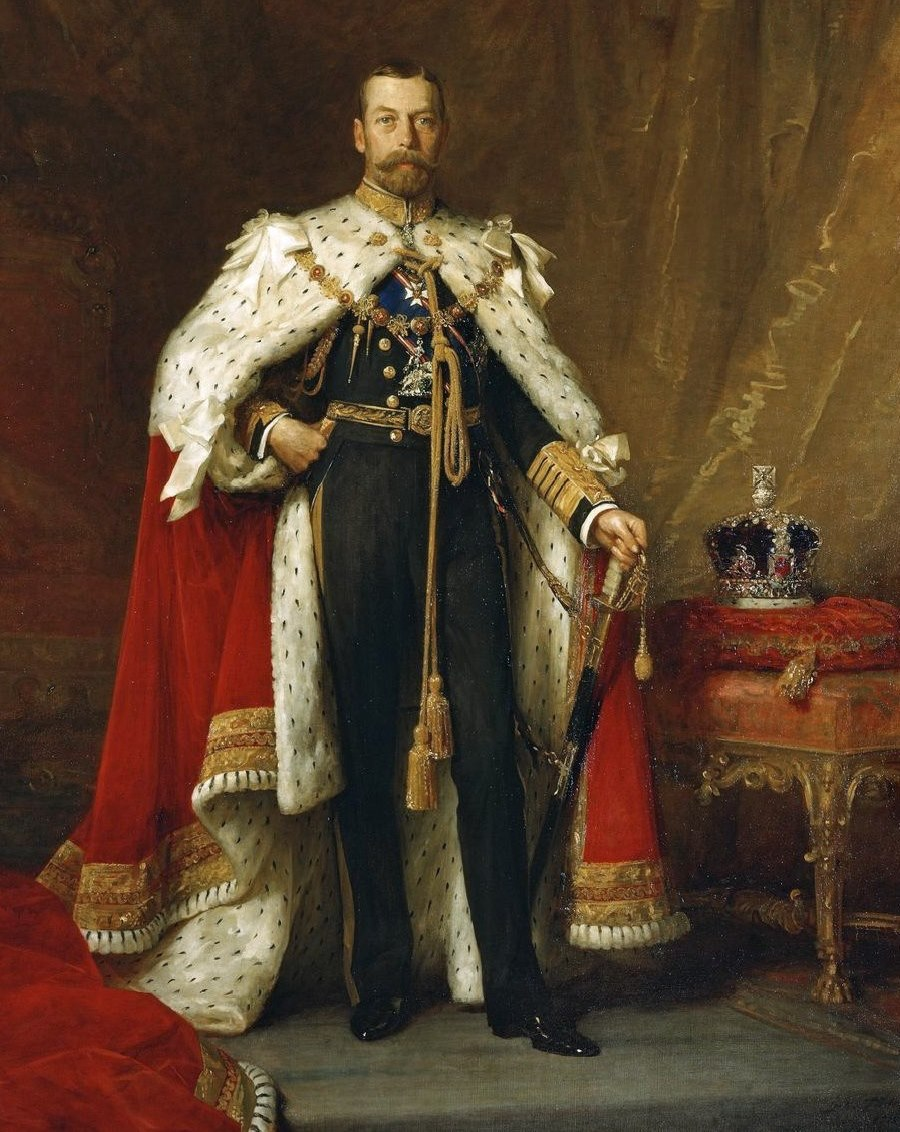
Король Великої Британії Георг V

Влітку 1919 року англійський король Георг V нагородив «генерала Харкова»  орденом Михайла і Георгія «за заслуги в боротьбі з більшовизмом як світовим злом». Коли британська місія прибула в Таганрог— ставку Головкому ЗСПР Денікіна, генерала Харкова не знайшли. По прибутті ж британської місії в місто Харків, центр  Харківської військової області ЗСПР в  штаб командувача  Добровольчою армією генерала  В. З. Май-Маєвського 31 серпня 1919, питання вирішилося остаточно: генерала Харкова немає, ніколи не було, нагороду і королівський патент вручати нікому.
Цей орден (що дає право на титул лицаря і звернення «сер») там же, в  Харкові, через брак «генерала Харкова» було вручено генерал-лейтенанту  Володимиру Зеноновичу Май-Маєвському, про що пише його ад'ютант Павло Макаров.

## «Генерал Харків» як торговий бренд в Європі
«Подвиги» General Kharkov розписали газети  Антанти. Влітку 1919 року з'явилася пісня про нього, відкрилися бар його імені і благодійний фонд, був випущений сорт пива, бритвений набір, кавовий напій, чоловічі підтяжки і навіть фасон дамських капелюшків Kharkov.
Також General Kharkov з'являвся у коміксах, але вже як радянський військовий та став популярним персонажем творів про альтернативну історію Холодної війни.

## У віршах
Російський письменник і поет  Володимир Набоков в еміграції в 1927 році, критикуючи манірність і гордовитість британських (Ллойд Джордж, який увівший «генерала Харкова» в ужиток, був британцем) леді (у Набокова — «вчених дур»), в «Університетської поемі» написав такі рядки:

"…Виолета: жила у тетки. Дама эта —
одна из тех ученых дур,
какими Англия богата,
была, в отличие от брата
высокомерна и худа,
ходила с тросточкой всегда,
читала лекции рабочим,
культуры чтила идеал,
и полагала, между прочим,
что Харьков — русский генерал. "